# Cerkev svetega Martina, Trbovlje
Cerkev svetega Martina v Trbovljah je župnijska cerkev Župnije Trbovlje - Sveti Martin. Je najstarejša trboveljska cerkev. Prvič je omenjena med letoma 1265 in 1267. Ostankov iz tistih časov ni, saj so jo večkrat prezidavali. Današnjo podobo so ji dali v 19. stoletju. Leta 1855 so jo prezidali in povečali. Leta 1860 so dozidali severno kapelo. Tako cerkev obsega ladjo in stranski kapeli, da tvori obliko križa, zraven je še zvonik in zakristija. Freske je poslikal Janez Wolf leta 1863. Osrednja podoba je sveti Martin. Baročni veliki oltar pripisujejo kiparju Janezu Juriju Mersiju, stranska oltarja sta neoromanska.